# Gloria de Paula
Gloria Leite de Paula (Campinas, Estado de São Paulo; 10 de junio de 1995) es una artista marcial mixta brasileña que compite en la división de peso paja. Profesional desde 2017, ha competido sobre todo para Ultimate Fighting Championship (UFC).

## Primeros años
Hija de fotógrafos, trabajó como modelo fotográfica desde muy joven. Glória tenía 17 años y experimentaba la presión de ser estudiante de tercero de bachillerato cuando empezó a entrenar muay thai con su madre para mejorar su condición física. Le gustó tanto que dejó el examen de ingreso en un segundo plano y empezó a tomarse el deporte más en serio.
La pasión aumentó la primera vez que vio un evento de la UFC desde las gradas. En agosto de 2015, siguió a Ronda Rousey noqueando a Bethe Correia en solo 34 segundos y defendiendo el cinturón del peso gallo de la UFC. Glória abandonó el evento de Río de Janeiro decidida a convertirse en luchadora de MMA.

## Carrera

### Dana White's Contender Series
De Paula estaba inicialmente programada para enfrentarse a Pauline Macías en Dana White's Contender Series 34 el 3 de noviembre de 2020. Sin embargo, de Paula dio positivo en coronavirus y el combate fue reprogramado para tener lugar en Dana White's Contender Series 36 el 17 de noviembre de 2020. Ella ganó la pelea por decisión unánime y se le concedió un contrato con la UFC.

### Ultimate Fighting Championship
de Paula hizo su debut promocional contra la estadounidense Jinh Yu Frey en UFC Fight Night 187 el 13 de marzo de 2021. Perdió la pelea por decisión unánime.
Gloria de Paula hizo su segunda aparición contra Cheyanne Vlismas en UFC on ESPN: Hall vs. Strickland el 31 de julio de 2021. Perdió el combate por nocaut técnico en el primer asalto tras ser derribada por una patada en la cabeza.
De Paula se enfrentó a la rumana Diana Belbiţă el 19 de febrero de 2022 en UFC Fight Night: Walker vs. Hill. Ganó la pelea por decisión unánime.
De Paula se enfrentó a su compatriota Maria Oliveira el 18 de junio de 2022 en UFC on ESPN 37. Perdió el combate por decisión dividida. 7 de 13 puntuaciones de los medios de comunicación se lo dieron a De Paula.
El 23 de junio de 2022, se anunció que De Paula no prorrogaba su contrato con la UFC.

### Invicta FC
De Paula se enfrentó a la polaca Karolina Wójcik el 16 de noviembre de 2022 en Invicta FC 50, en la semifinal del torneo de peso paja, perdiendo por decisión unánime.

## Combates realizados

### Registro en artes marciales mixtas
| Resultado | Récord | Oponente                  | Método                                | Evento                                | Fecha                    | Ronda | Tiempo | Localización |
| --------- | ------ | ------------------------- | ------------------------------------- | ------------------------------------- | ------------------------ | ----- | ------ | ------------ |
| Derrota   | 6–7    | Ashley Yoder              | Decisión (unánime)                    | LFA 190                               | 23 de agosto de 2024     | 3     | 5:00   | Commerce     |
| Derrota   | 6–6    | Karolina Wójcik           | Decisión (unánime)                    | Invicta FC 50                         | 16 de noviembre de 2022  | 3     | 5:00   | Denver       |
| Derrota   | 6–5    | Maria Oliveira            | Decisión (split)                      | UFC on ESPN: Kattar vs. Emmett        | 18 de junio de 2022      | 3     | 5:00   | Austin       |
| Victoria  | 6–4    | Diana Belbiţă             | Decisión (unánime)                    | UFC Fight Night: Walker vs. Hill      | 19 de febrero de 2022    | 3     | 5:00   | Las Vegas    |
| Derrota   | 5–4    | Cheyanne Vlismas          | TKO (patada en la cabeza y puñetazos) | UFC on ESPN: Hall vs. Strickland      | 31 de julio de 2021      | 3     | 1:00   | Las Vegas    |
| Derrota   | 5–3    | Jinh Yu Frey              | Decisión (unánime)                    | UFC Fight Night: Edwards vs. Muhammad | 13 de marzo de 2021      | 3     | 5:00   | Las Vegas    |
| Victoria  | 5–2    | Pauline Macias            | Decisión (unánime)                    | Dana White's Contender Series 36      | 17 de noviembre de 2020  | 3     | 5:00   | Las Vegas    |
| Victoria  | 4–2    | Rafaela Rodrigues         | TKO (puñetazos)                       | Standout Fighting Tournament 16       | 21 de septiembre de 2019 | 3     | 2:17   | São Paulo    |
| Derrota   | 3–2    | Isabela de Pádua          | Decisión (unánime)                    | Standout Fighting Tournament 10       | 30 de marzo de 2019      | 3     | 5:00   | São Paulo    |
| Victoria  | 3–1    | Bruna Vargas              | Decisión (unánime)                    | MMA Experience 5 - Game Edition       | 8 de diciembre de 2018   | 3     | 5:00   | São Paulo    |
| Victoria  | 2–1    | Beatriz Gomes             | TKO (puñetazos)                       | Max Fight 20                          | 18 de agosto de 2018     | 3     | 4:56   | São Paulo    |
| Derrota   | 1–1    | Ariane Carnelossi         | Decisión (unánime)                    | Thunder Fight 11                      | 4 de agosto de 2017      | 3     | 5:00   | São Paulo    |
| Victoria  | 1–0    | Thuany Valentim Fernandes | TKO (puñetazos)                       | Batalha MMA 8                         | 15 de julio de 2017      | 1     | 4:59   | São Paulo    |